# Tioredoksyna

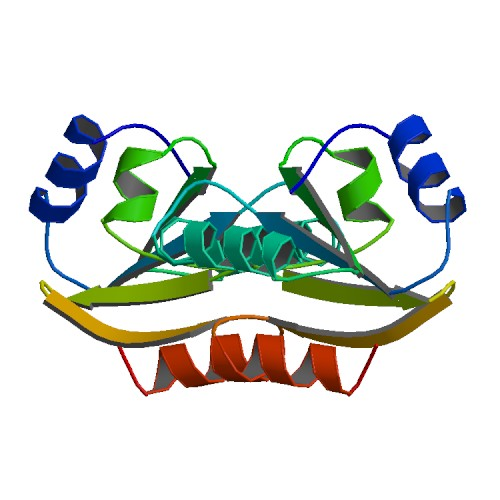
Struktura tioredoksyny

Tioredoksyna – niewielkie białko o masie około 12 kDa obecne w stromie chloroplastów komórek roślinnych, komórkach prokariontów oraz zwierząt. Białko zawiera sąsiadujące ze sobą reszty cysteiny, które mogą znajdować się w formie utlenionej tworząc mostek dwusiarczkowy (-S-S-) lub w formie zredukowanej, ugrupowanie tiolowe (-SH). Może ona służyć jako reduktor dla enzymów, na przykład reduktazy rybonukleotydowej przy reakcjach tworzenia difosforanów 2'-deoksyrybonukleotydów (dNDP) z difosforanów rybonukleotydów (NDP). Jedynie zredukowane formy enzymów wykazują aktywność. Aktywacja u roślin, następuje na świetle, na skutek przeniesienia elektronów z ferredoksyny na tioredoksynę w reakcji katalizowanej przez reduktazę ferredoksyna-tioredoksyna co prowadzi do zerwania mostku dwusiarczkowego, i następnie na enzymy katalizujące reakcje asymilacji CO2.
Masa cząsteczkowa ludzkiej tioredoksyny wynosi 11,737 kDa. Jest ona peptydem o długości 105 aminokwasów.